# Teratosphaeria hortaea
Teratosphaeria hortaea är en svampart som beskrevs av Crous & M.J. Wingf. 2009. Teratosphaeria hortaea ingår i släktet Teratosphaeria och familjen Teratosphaeriaceae.   Inga underarter finns listade i Catalogue of Life.